# West Runton
West Runton – wieś w Anglii, w hrabstwie Norfolk, w dystrykcie North Norfolk. Leży 35 km na północ od Norwich i 185 km na północny wschód od Londynu. W 2001 miejscowość liczyła 1633 mieszkańców.